# Villa romana di Chiragan
La villa romana di Chiragan è una villa romana che si trova nel comune francese di Martres-Tolosane (dipartimento dell'Alta Garonna)
La villa si trovava sulle rive della Garonna, lungo la strada per Tolosa e fu occupata tra il I e il IV secolo. Gli edifici occupano uno spazio di 16 ettari e comprendevano sia quelli legati alla produzione agricola di un latifondo, sia la residenza del proprietario, con un portico monumentale, numerose aree a giardino e delle terme private.
Gli ambienti residenziali erano decorati con rilievi in marmo che raffigurano le fatiche di Ercole, datati al III secolo, o clipei (scudi) con immagini di divinità. Erano inoltre presenti numerose statue, copie di originali greci realizzati a Roma, e una galleria di ritratti di imperatori e di altri personaggi. Le sculture sono oggi conservate nel Museo Saint-Raymond di Tolosa. Sono inoltre presenti decorazioni con girali d'acanto alle quali si mescolano piccoli animali.
Gli scavi nella villa, dopo i primi ritrovamenti cinquecenteschi, dovuti allo scavo di un canale, si sono svolti negli anni 1826-1830 e ancora nel 1897-1899.

## Nome della villa
Sebbene menzionato nel Catasto napoleonico di Martres-Tolosane, il nome di "Chiragan" non era quello originale della villa. Questa doveva probabilmente chiamarsi "villa Aconiana", dal nome dei suoi primi proprietari, la famiglia Aconia, un nome relativamente comune nell'Impero. Sotto uno dei numerosi busti rinvenuti nella villa, venne trovata l'iscrizione: [Ge]nio / C(ai) Aconi Tauri / Veturi[, ossia: "Al genio di Caio Aconio Tauro", datata al II secolo d.C. Nel XVII secolo appare nella tradizione locale "villa Angonia", che non è altro che una deformazione di "Angonia", l'antico nome di Martres. Il nome della località di Chiragan verrebbe invece dal vecchio francese « chire » o « chiron », che significa "ammasso di pietre".

## Storia dell'occupazione della villa
Alexandre Du Mège, l'autore degli scavi a Chiragan degli anni 1840, pensava che la villa fosse l'antica Calagorris dell'Itinerario antonino e che i ricchi ritrovamenti indicassero un palazzo imperiale. Di contro, Léon Joulin, autore di scavi su ampia scala a fine Ottocento sul sito della villa, suppone che il sito fosse occupato dai procuratori incaricati dell'amministrazione delle terre imperiali, il che spiegherebbe l'importanza accordata alla figura dell'imperatore nella villa. Un'altra ipotesi, avanzata da Jean-Charles Balty, la vuole proprietà di Massimiano e quindi effettivamente una villa imperiale alla fine del III secolo.

### Fasi di costruzione
La villa, occupata tra il I e il IV secolo, è stata edificata in tre fasi distinte.
La prima villa, di dimensioni modeste, risale all'epoca di Augusto. Tuttavia, comprendeva bagni termali e un peristilio. All'inizio del II secolo, la villa viene espansa. All'epoca di Traiano l'edificio comprende un atrio e due peristili. La massima espansione della villa data della dinastia antonina, con una superficie pari ad un terzo di Villa Hadriana in Tivoli.
Gli scavi di Léon Joulin evidenziarono della devastazione dell'epoca delle invasioni del V secolo.
Dopo l'abbandono, il sito è stato utilizzato per secoli come cava di materiali edili, anche se intorno alla metà del XVII secolo i resti sembravano ancora importanti. La testimonianza del canonico Lebret nel 1692 attesta che i muri avevano un'altezza da 3 a 4 m. Durante una visita al sito nel 1812, Alexandre Du Mège testimonia della presenza di mura alte da 1 a 2 m. Il restante delle mura fu distrutto a partire dalla metà del XIX secolo, in seguito allo sviluppo dell'agricoltura intensiva.

## Storia degli scavi
Scoperte occasionali di sculture sono documentate fin dal XVII secolo. Nel XVII e XVIII secolo, in particolare intorno agli anni 1630-1640, sono stati ritrovati bellissimi elementi scultorei. Le prime scoperte del Seicento sono state fatte scavando un canale nel 1612. Alla fine del XVII secolo, il vescovo di Rieux fece collocare nel palazzo episcopale i marmi rinvenuti a Martres-Tolosane. Nel corso del XVIII secolo, ulteriori occasionali scoperte hanno avuto luogo.
Ma è nel XIX secolo che la villa viene scavata sistematicamente. L'occasione nasce da una piena del fiume che costeggia l'area del sito. A seguito di un forte temporale, la piena e la pioggia mettono alla luce dei reperti della villa il 23 maggio 1826. Il sindaco di Martres-Tolosane avverte il sindaco di Tolosa, che incarica Alexandre Du Mège, un ispettore delle antichità, di effettuare gli scavi. Vengono ritrovati numerose sculture che Du Mège recupera. Scriverà al sindaco di Tolosa a proposito di un'impressionante serie di rinvenimenti i 21 e 22 settembre 1826: "Ogni quarto d'ora vedo uscire dal seno della terra un dio, una dea, un imperatore". Vengono segnalati dei mosaici, ipocausti e tracce di pittura nella parte inferiore delle pareti. Gli scavi della villa proseguiranno, guidati da Du Mège, fino alla rivoluzione del 1830.

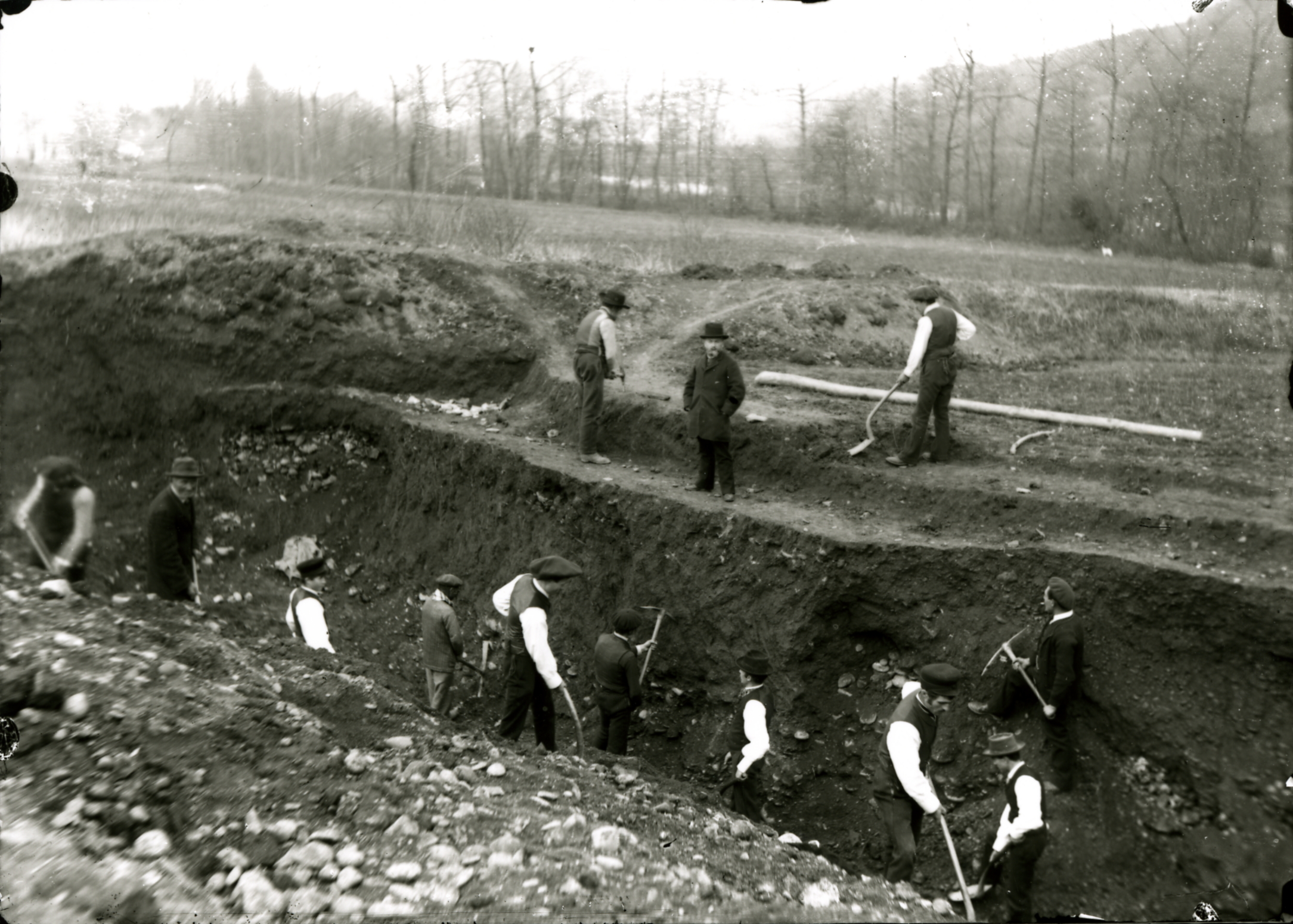
Albert Lebègue dirige gli scavi alla villa di Chiragan (1890-91).

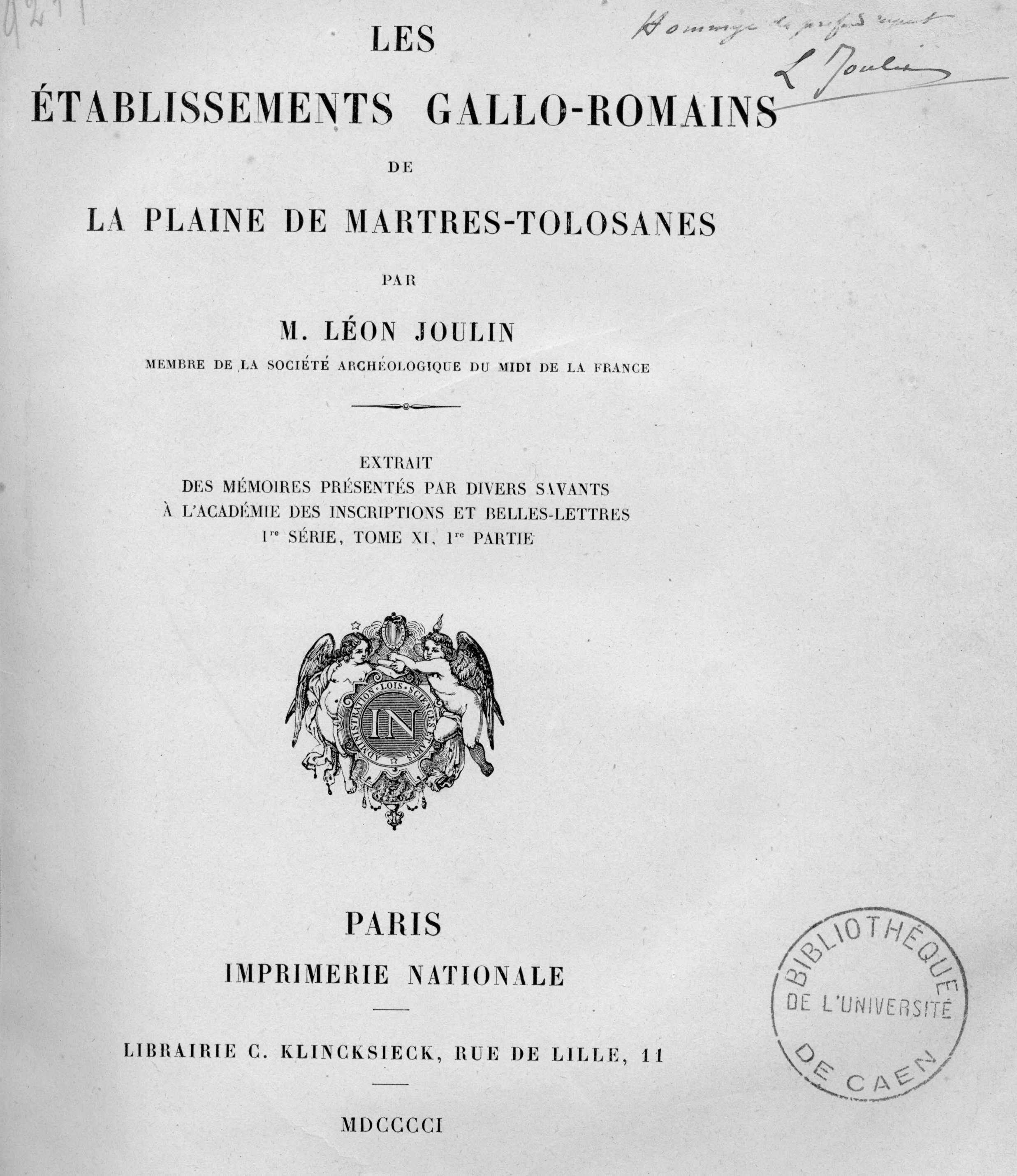
Frontespizio della pubblicazione di Joulin del 1901.

Nuovi scavi vengono effettuati dalla Société archéologique du Midi de la France dal 1840 al 1842 e poi dal 1842 al 1848, per collegare i nuovi ritrovamenti alle aree liberate da Alexandre Du Mège. Gli archeologi concentrano allora le loro ricerche a est degli scavi di Du Mège, effettuando i rilievi delle mura della villa. Questi scavi rivelano l'esistenza di terme, anche se mettono alla luce meno oggetti che nelle precedenti campagne di scavo.
I primi archeologi avevano l'obiettivo di scoprire elementi di arredo; l'interesse per l'architettura della villa, percepibile a partire dagli anni 1840, andrà crescendo fino a diventare centrale nel lavoro di Léon Joulin, a cavallo tra il XIX e il XX secolo.
Durante tutto il resto del XIX secolo, continuano ad essere rinvenuti degli oggetti sporadicamente, ma senza che una campagna di scavo venga organizzata. È solo alla fine del secolo, negli anni 1890-91 che nuove ricerche vengono affidate a Albert Lebèque, archeologo allievo di Emile Burnouf e formatosi alla Scuola Francese di Atene, allora professore di antichità greco-romane all'università di Tolosa. Dopo gli scandali che avevano coinvolto Du Mège, lo scopo della campagna di scavi di Lebèque era di "dissipare i dubbi" sulla conduzione delle investigazioni precedenti, data la mancanza di fiducia della comunità scientifica. Gli scavi confermano lo sconvolgimento del sito e l'autenticità dei reperti trovati da Du Mège, anche se alla fine Lebègue non si fida dei rilievi di Du Mège; Julie Massendari sottolinea che gli scavi di Lebègue sono molto più profondi di quelli di Du Mège e che la distruzione legata ai lavori agricoli potrebbe essere all'origine delle perturbazioni del sito. La morte di Lebègue nel 1894 mette fine ai lavori.
La campagna 1894-1895 è diretta dal martrese Abel Ferrè, con qualche risultato; in particolare mette in evidenza la costruzione della zona delle officine con materiali deteriorabili e coperte con tegole.
Léon Joulin, in disaccordo con alcune delle conclusioni raggiunte, prende la direzione dei lavori dal 1897 al 1899, secondato da Abel Ferré, ed eseguendo scavi su vasta scala finanziati dallo Stato, dal dipartimento e dalla città di Tolosa. Il suo lavoro è pubblicato nel 1901.
Riprendendo la maggior parte del lavoro svolto dai suoi predecessori,  propone una sintesi, basata su una lettura del sito considerato nel suo ambiente della piana di Martres-Tolosane. In particolare elabora una planimetria del complesso della massima autorevolezza e presa come riferimento dalle generazioni successive nella quale identifica il complesso come una vasta villa che si estendeva su 16 ettari. Le tecniche utilizzate, basate sulla stratigrafia delle diverse epoche di occupazione, ne fecero un pioniere dell'archeologia metodica.
Dopo i lavori di Joulin, altri ritrovamenti avvengono durante tutto il XX secolo: nel 1905, nel 1920 e nel 1930. A seguito dei lavori di scavo del canale di Palaminy, viene ritrovato l'acquedotto che alimentava la villa.
A seguito di un'indagine del 1994, le parcelle catastali della villa sono iscritte al registro dei monumenti storici di Francia.

## Descrizione
La villa si trovava sulle rive della Garonna, vicino alla strada che da Tolosa porta a Dax. Il periodo d'occupazione si distribuisce tra il I e il IV secolo. Secondo gli autori del XIX secolo, la residenza era dotata di un pontile e di un molo, che sono stati distrutti durante un'alluvione.

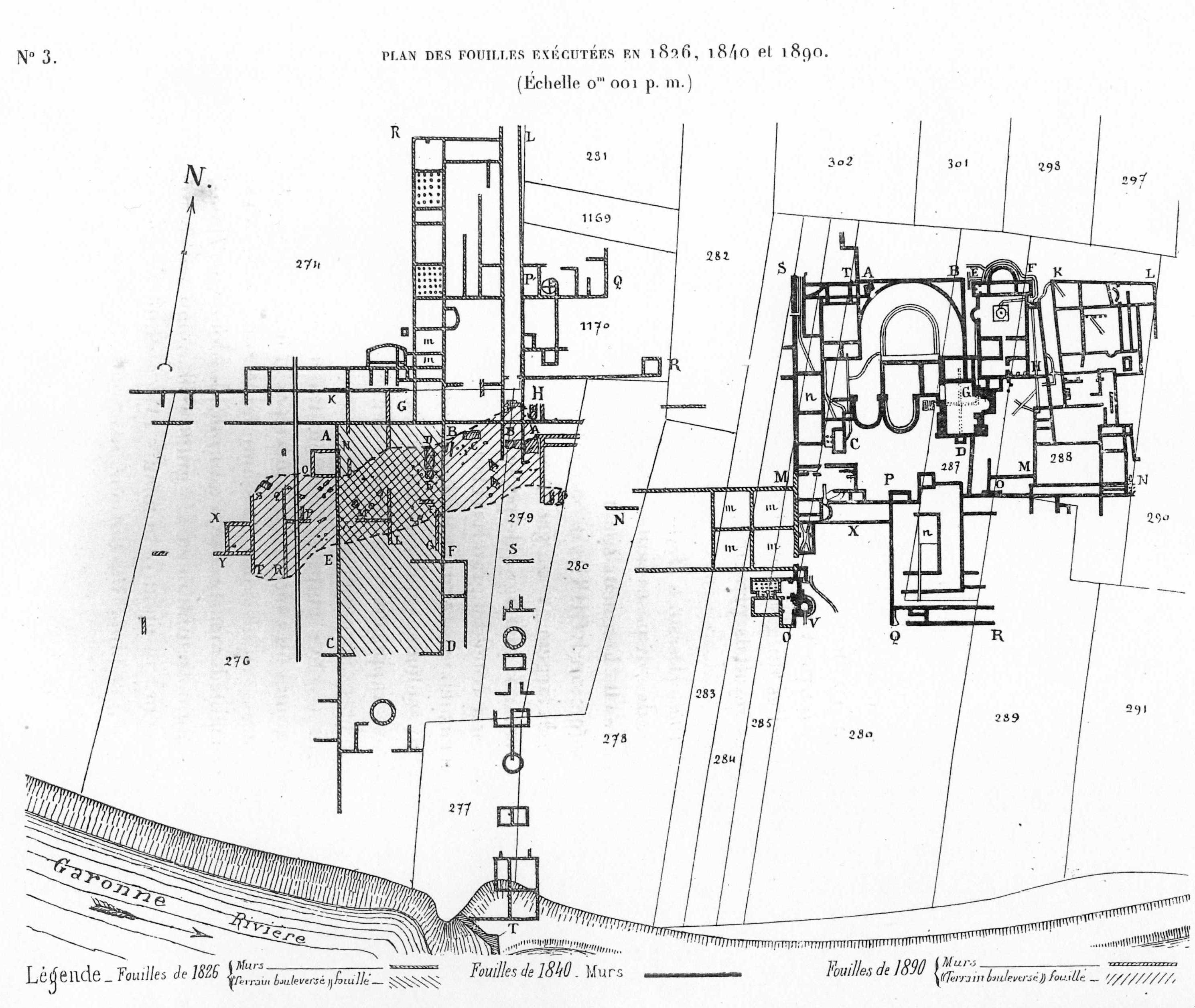
Pianta del sito archeologico fatto da Joulin (1901).

Gli 80 edifici che componevano la villa occupavano un recinto di 16 ettari (40 acri). L'area occupata dagli edifici della villa è stato stabilito delle ultime ricerche archeologiche a 18000 m². Queste comprendono sia gli elementi necessari alla produzione agricola della villa rustica che la residenza padronale, con un portico monumentale, numerosi spazi verdi e terme private.
Tra la residenza signorile e la parte agricola sono state trovate alcune casette: erano le abitazioni per i dipendenti, così come le botteghe e le officine, oltre ad alcuni ricoveri per gli animali, riuniti in un piccolo villaggio.
I resti della villa stessa non sono molto importanti nonostante la ricchezza del materiale scoperto.
La pars urbana della villa disponeva di decine di stanze. Il solo piano terra comprendeva più di 200 camere e altre stanze, parchi, corti ed ingressi.
La pars rustica, ossia gli edifici agricoli, si trovavano disposti su tre file ed erano situati all'interno di un recinto di 1500 m di lunghezza. Gli edifici avevano una vocazione agricola, con stalle, porcili, granai, ecc… Avevano anche una funzione artigianale con la presenza di laboratori di tessitura e una fonderia.  Tutte queste strutture (e le circa 400 persone che vi lavoravano e vivevano) dovevano gestire una tenuta superiore a 1 000 ettari.

## I reperti
I primi scavatori furono colpiti dall'importanza dei marmi, delle decorazioni architettoniche e delle sculture portate alla luce, tra cui circa 300 statue di pregevolissima fattura.
Gli edifici residenziali erano decorati con rilievi marmorei raffiguranti le fatiche di Ercole, risalenti al II secolo, e clipei decorati con immagini di divinità. Inoltre, sono state scoperte molte statue, copie di statue greche realizzate a Roma e una galleria di ritratti di imperatori e di altri personaggi importanti dell'Impero. Le sculture si possono ammirare al museo Saint-Raymond di Tolosa.

### Galleria degli imperatori
I proprietari della villa di Chiragan avevano allestito una galleria in cui esponevano i busti di vari imperatori e altri personaggi importanti dell'Impero, di cui non è però evidente l'identità.  Già nel 1826, molte di queste statue erano state ritrovate. La cronologia dei busti trovati va dal I secolo al IV secolo. Un gran numero di nasi degli imperatori è stato rotto.
Fra questi spiccano i busti di Antonino Pio in marmo di Göktepe (Turchia), II secolo, di Marco Aurelio in marbre di Afyon del 170-180, e di Settimio Severo, con corazza in marmo di Göktepe, degli anni 195-200. Si trovano anche busti di Traiano in marmo di Carrara, Massimiano Erculeo Caracalla giovane e di suo fratello Geta.

Settimio Severo
Traiano
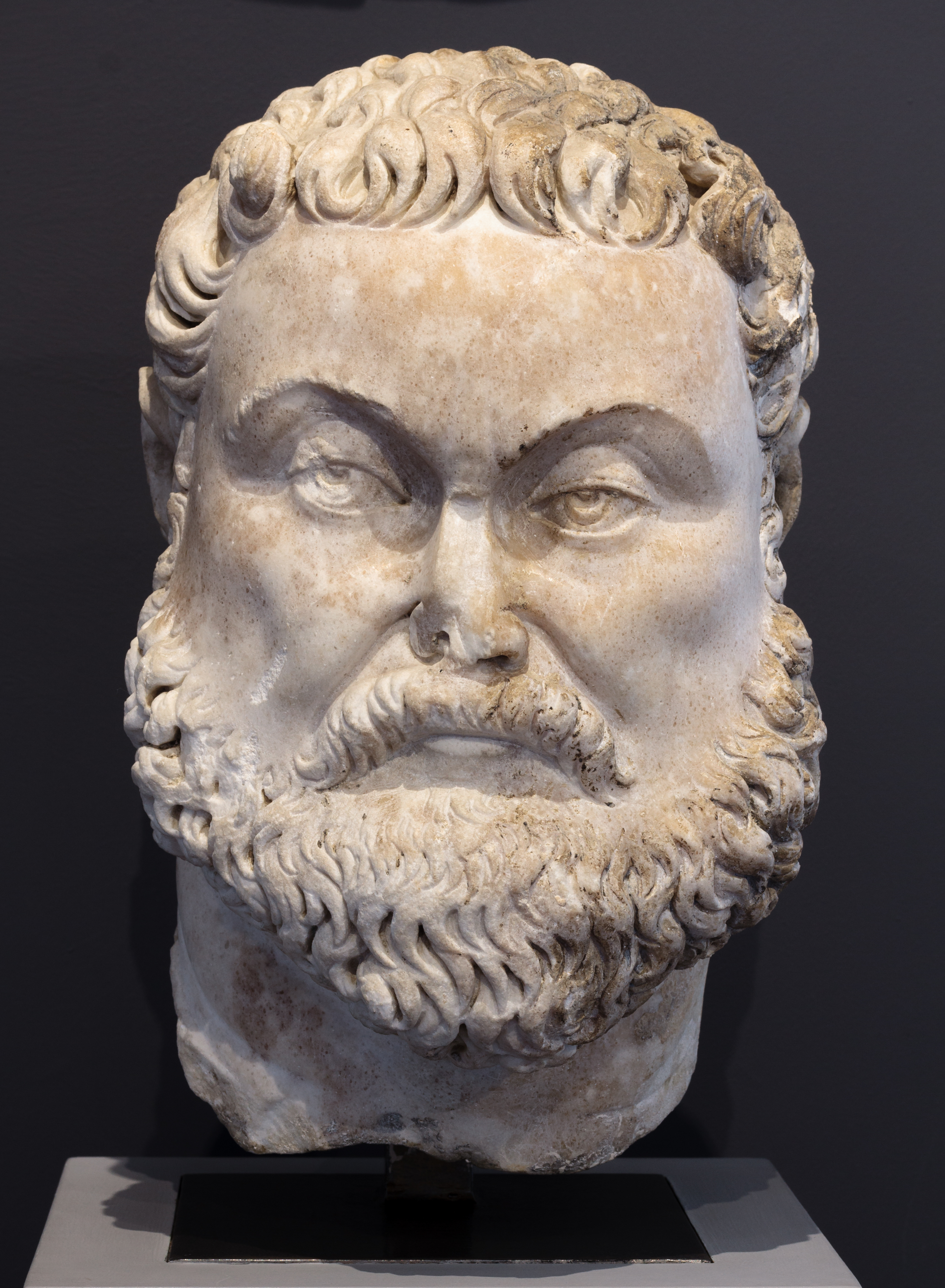
Massimiano
Sconosciuto[Inv 8]
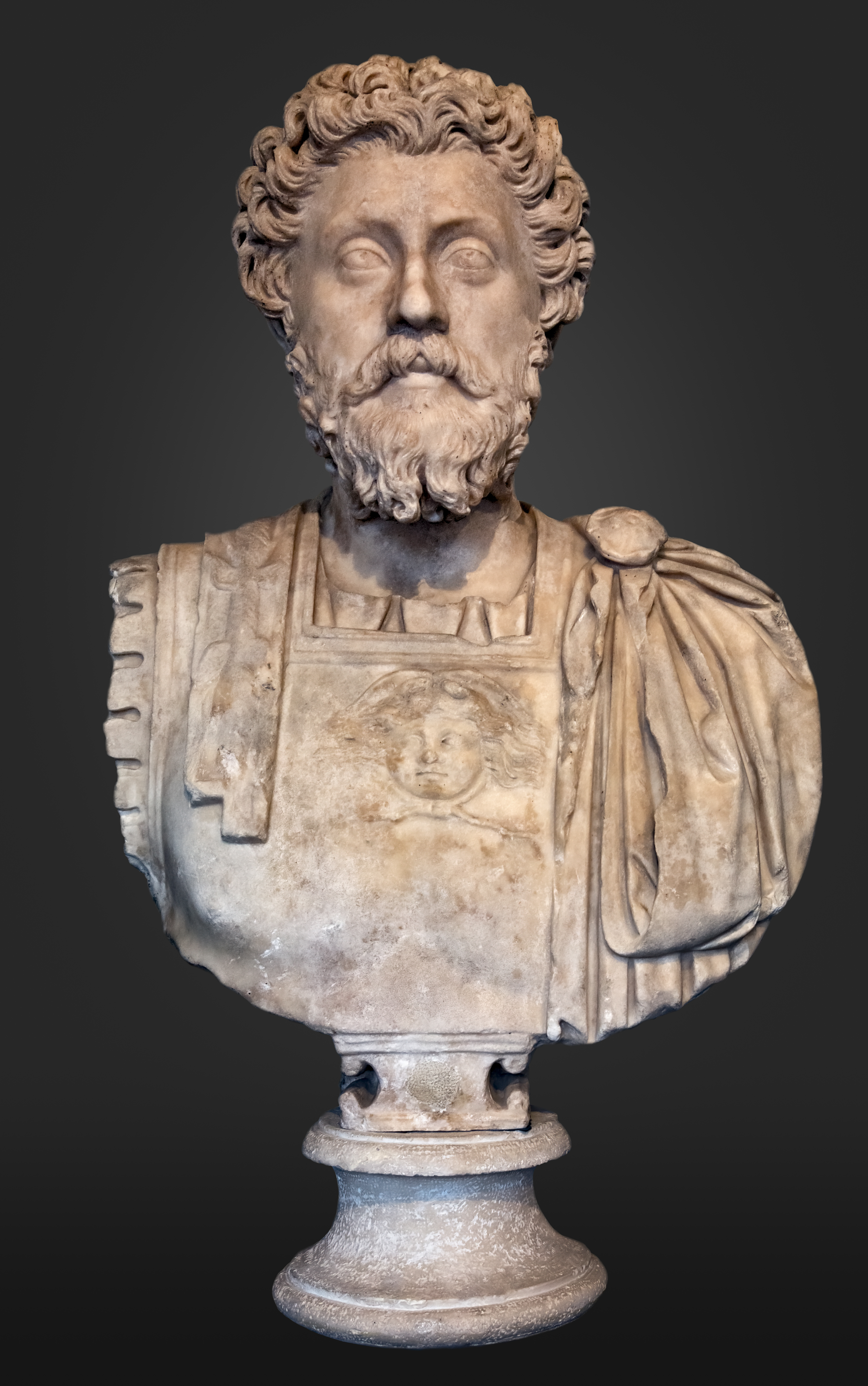
Marco Aurelio

### Clipei
Almeno 12 scudi, clipei, con alto-rilievi sono stati messi alla luce dagli scavi. Col diametro compreso fra 75 e 90 cm, anno uno stile definito "grossolano" ed erano probabilmente esposte in un luogo elevato.
Sei di questi scudi sono esposti al museo Saint-Raymond :
- Vulcano[Inv 9];
- Cibele[Inv 10];
- Minerva elmata[Inv 11];
- Igea[Inv 12];
- Attis[Inv 13];
- Esculapio[Inv 14].

Altri frammenti di scuso sono stati ritrovati, fra cui una rappresentazione di Venere e di Diana.

Clipei
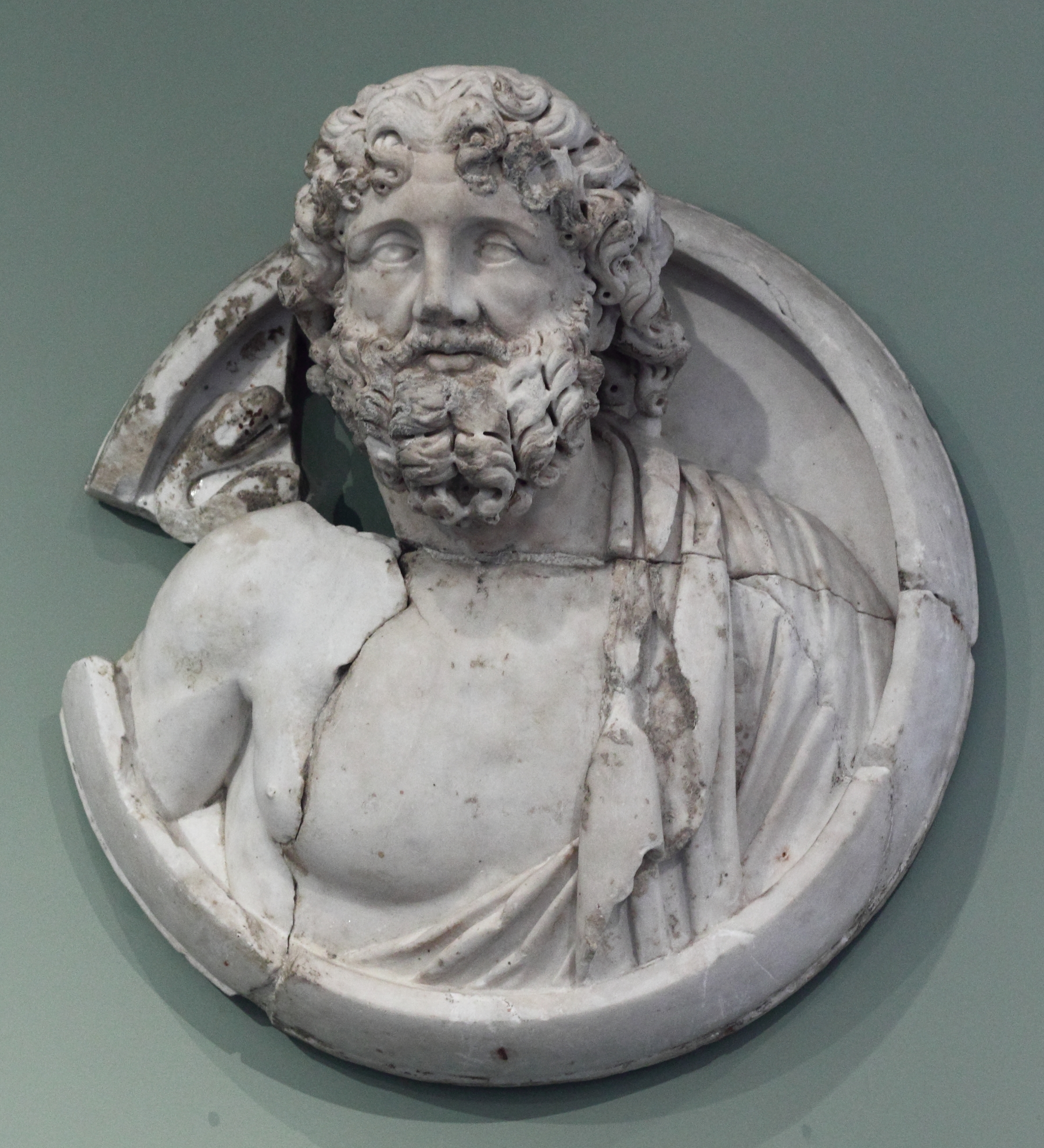
Esculapio
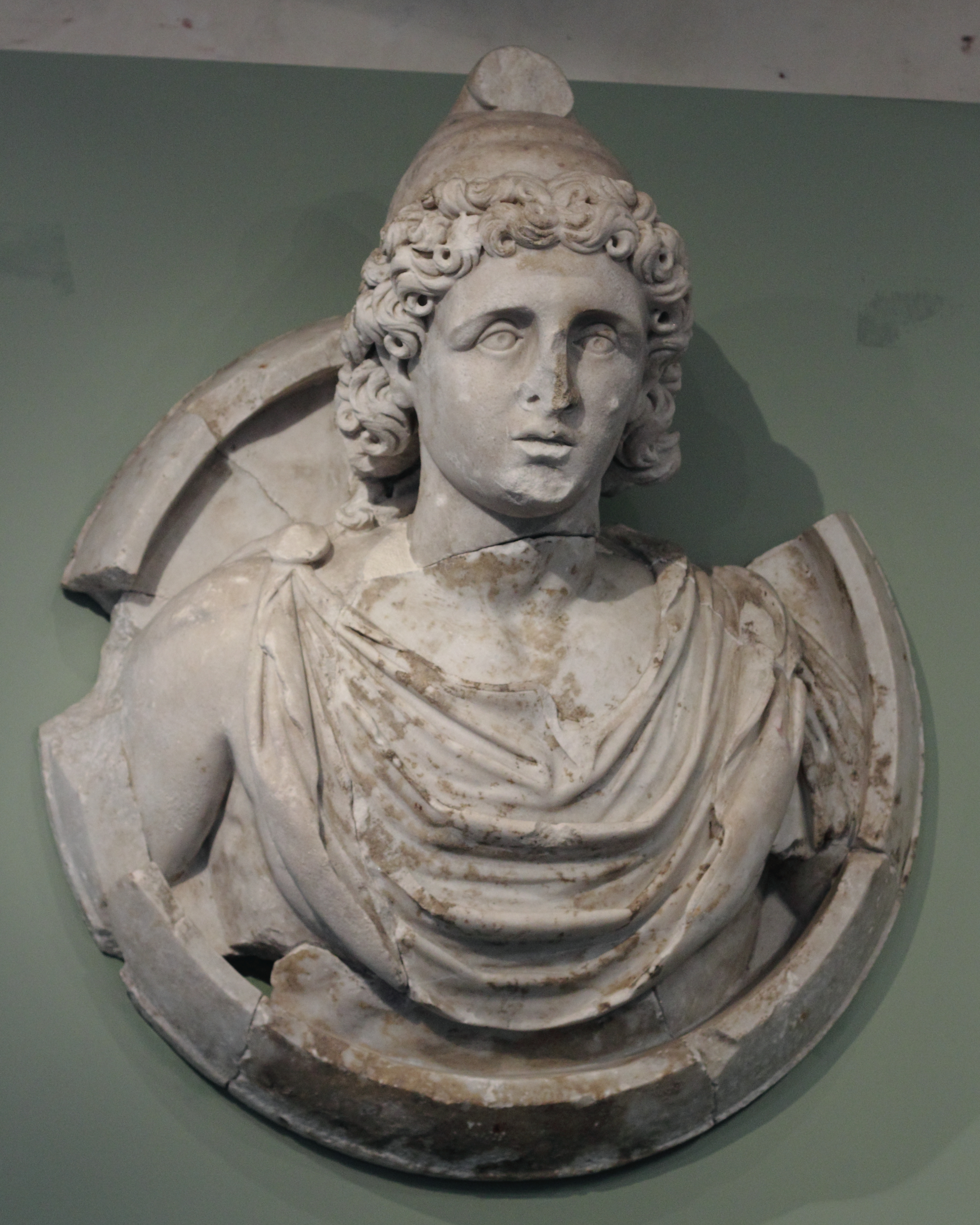
Attis
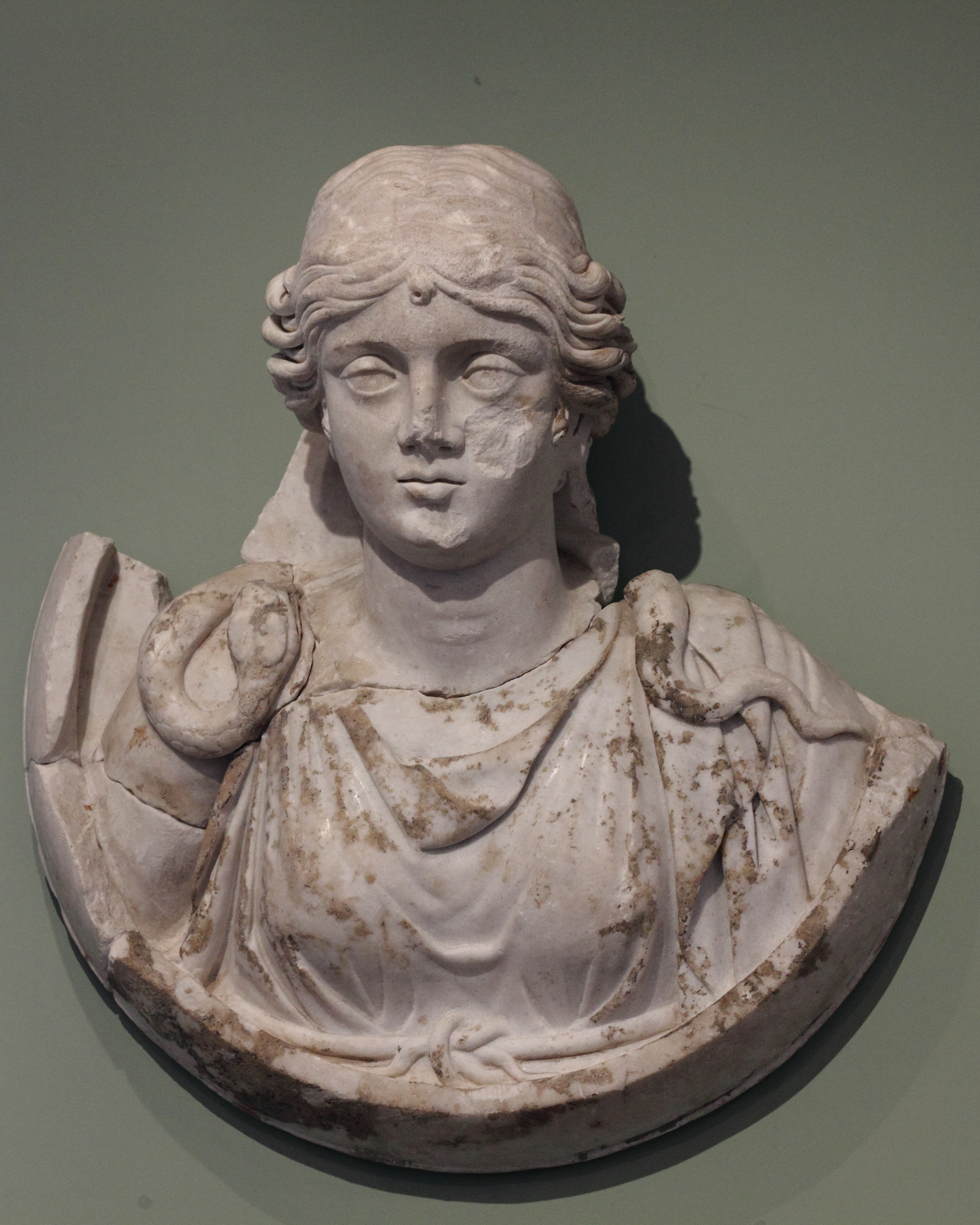
Igea
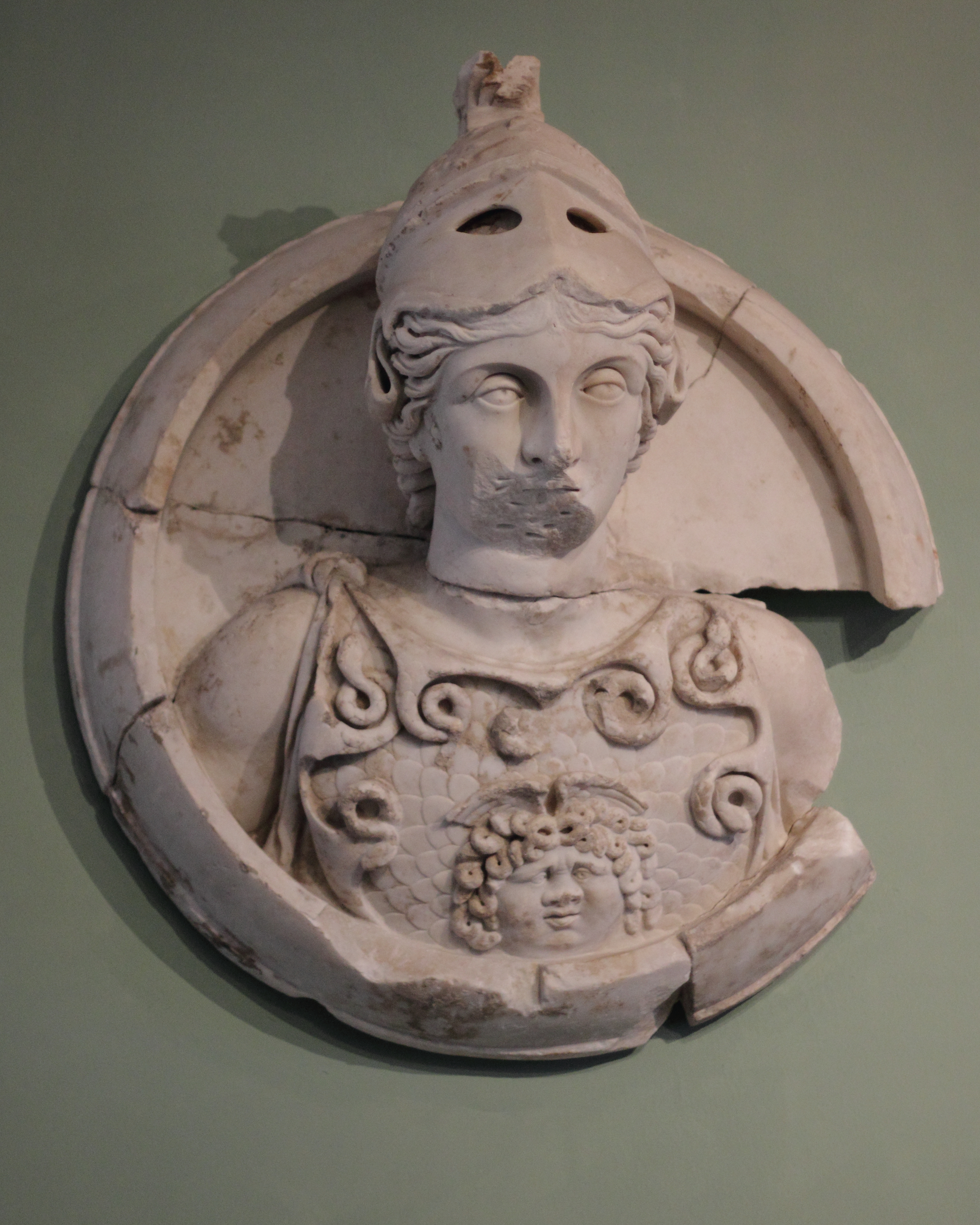
Minerva

### Le fatiche di Ercole
I bassorilievi delle fatiche di Ercole in marmo (probabilmente di provenienza locale dalle cave di Saint-Béat) rinvenuti negli scavi costituiscono un insieme unico al mondo e sono stati ampiamente studiati per il loro aspetto stilistico barocco. Sono stati ritrovati gradualmente e si trovano in uno stato di conservazione diverso, anche se alcuni elementi sono ben conservati, altri sono solo in stato frammentario. I marmi erano inizialmente dipinti e piazzati nella parte alta di una grande sala, con dimensioni di circa 1,44 m per 0,88 m. L'insieme è stato studiato da Daniel Cazes tra il 1994 e il 1999, il che ha permesso di completare le identificazioni di molti frammenti.
Inizialmente queste sculture considerate le metope di un tempio, Léon Joulin le vedeva come appartenenti ad una "superficie muraria divisa da pilastri". La datazione situa l'opera al II o III secolo, per via della grande popolarità di Ercole sotto gli imperatori Commodo e Massimiano.

Le fatiche di Ercole
Le scuderie di Augia[Inv 17]
Il cinghiale di Erimanto, Euristeo si nasconde[Inv 18]
Ercole e Iolao uccidono l'idra di Lerna[Inv 19]
Gli uccelli del lago Stinfalo[Inv 20]
Le cavalle di Diomede[Inv 21]
Ercole uccide l'ultima testa di Gerione[Inv 22]
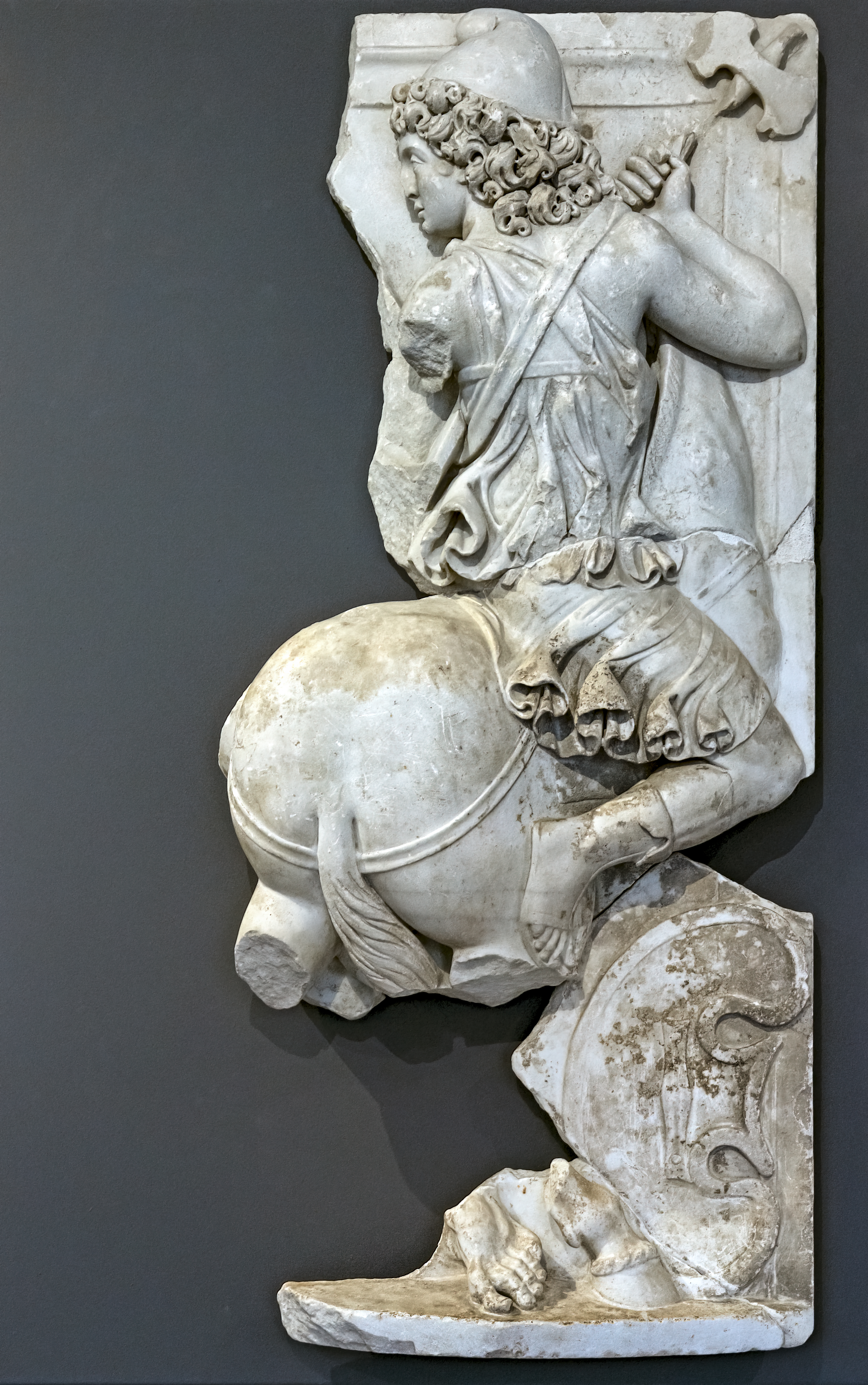
Ercole lotta contro Ippolita l'amazzone[Inv 23].
Ercole cattura Cerbero[Inv 24]
Ercole coi pomi d'oro del giardino delle Esperidi[Inv 25]